# ایلاریو یوتی
ایلاریو یوتی (انگلیسی: Ilario Iotti؛ زادهٔ ۱۰ مهٔ ۱۹۹۵) بازیکن فوتبال اهل ایتالیا است.